# 胡达·萨利赫·马赫迪·阿马什
胡达·萨利赫·马赫迪·阿马什（阿拉伯語：هدى صالح مهدي عماش，1953年10月29日—），伊拉克女性科學家。

## 生平
她於1953年生於伊拉克巴格達。畢業於巴格達大學後前往美国攻读微生物学，1979年和1983年分别获得得克萨斯女子大学硕士和密苏里大学博士学位，後並赴歐洲深造，回國後擔任教職，2001年5月，她进入伊拉克革命指挥委员会，是伊高层政治圈中的惟一女性。
她是一名生化武器专家 ，被美方稱為「炭疽夫人」（Mrs. Anthrax）。美国情报官员确信在20世纪90年代中期，她是帮助伊拉克建立生化武器发展计划的核心人物之一，她被列入2003年伊拉克戰爭的撲克牌通緝令中，代號為紅心5。
2003年5月，她在巴格達被美軍逮捕，经谈判後同意合作並投降。